# さくらむすび
『さくらむすび』は、2005年8月5日にCUFFSから発売されたアダルトゲーム。

## 概要
『水月』などで人気を博したシナリオライタートノイケダイスケと原画家☆画野朗が設立したCUFFSの第1作。
丁寧な日常や感情の描写で主人公が「卒業」に向けて変わりゆく日々が綴られ、現実の生々しさと隠された過去、激しい愛情とエゴが、「さくらのおばけ」「桜結び」を象徴とし、穏やかにせつなく立ち現れる。☆画野朗のグラフィックや、安瀬聖作曲のピアノと弦楽による美しいBGMも高い評価を受けた。
エンターブレイン・TECH GIAN編集部主催の日本美少女ゲーム広告賞で最優秀広告賞を受賞した。

## あらすじ
主人公・桐山圭吾は、両親の顔を知らず、唯一の肉親である妹・桜とも別々の家で育てられたため、将来は自分の力で桜を守ってふたりで生きていくと心に誓っていた。しかし、実際に卒業を目前にすると、具体的な今後の進路について悩むと共に、桜とふたりで生きる以外の道もあることに気付いていく。さらに両親も関係した過去の因縁、そして今もなお自分たちを縛ろうとする「化け物」の存在を知り、それと向き合うことを余儀なくされていく。

## 登場人物
桐山圭吾（きりやま けいご） ※変更可能
本作の主人公。幼い頃に両親を失い、更に1年前に養父母も失って一軒家で一人暮らしだが、妹や幼馴染み、友人に囲まれて平穏な日々を送っている。
桐山桜（きりやま さくら）
主人公の妹。兄とは別に秋野家で育てられたためか極度のブラコン。内向的で容姿・言動共に非常に幼く、病弱な事もあり兄を心配させている。
秋野紅葉（あきの もみじ）
主人公の従姉妹で幼なじみ。桜にとっては一緒に育った「おねえちゃん」である。明るく開放的な性格。両親が共働きのためか料理や家事に長けていて、色々と主人公の世話を焼いている。
瀬良可憐（せら かれん）
桜の友人。主人公にも良く懐いているが、反面兄の邦彦には妙によそよそしい態度を取る。一見大人びた雰囲気だが茶目っ気や子供っぽい部分もある。
瀬良邦彦（せら くにひこ）
主人公の友人で可憐の兄。瀬良医院の跡取り息子。「優等生で人付き合いが苦手なメガネくん」を絵に描いたキャラ。
原崎龍馬（はらさき りょうま）
主人公の友人。食料品店「原崎マート」の息子。外向的で顔が広い。主人公と紅葉の仲をからかう事が多い。
秋野静（あきの しずか）
紅葉の父親で桜の養父。町議会議員。厳格そうな風体の持ち主だが子供には甘い。主人公の事も実の息子の様に見守っている。
秋野菊代（あきの きくよ）
紅葉の母親。紅葉がそのまま大人になった様な外見と性格の持ち主。瀬良医院で非常勤の看護師として働いている。

## リンク
- CUFFS OFFICIAL HOMEPAGE（年齢確認あり）